# 吾妻寿司 (岡山市)
吾妻寿司（あずまずし）は、岡山県岡山市北区の寿司店。創業は1912年。

## 店舗・業態
店舗は岡山市内に2ヶ所。江戸前の寿司のほか、岡山の郷土料理であるばらずしも提供している。また慶弔料理の仕出しなども行っている。

## 駅弁
ままかり寿司
岡山駅・倉敷駅などでは、ままかり寿司を駅弁として販売している。
「ままかり」は、標準和名をサッパといい、コノシロ（コハダ、シンコ）に近縁のニシン科の小魚である。瀬戸内海沿岸地方では多く漁獲され、その酢漬けは名産となっている。名前は「まま（まんま＝飯）を借りるほど旨い」に由来している。
ままかり寿司は、このままかりの酢漬けを載せた握り寿司を6カン、棒状にまとめたパッケージとなっている。